# Moritzburg Festival
Das Moritzburg Festival ist ein internationales Kammermusikfestival, das jedes Jahr im August auf Schloss Moritzburg bei Dresden stattfindet. Es wurde 1993 von den Solisten Kai Vogler, Peter Bruns und Jan Vogler ins Leben gerufen, inspiriert von der Idee des „Marlboro Festivals“ in den Vereinigten Staaten. Seit 2001 steht das Festival unter der alleinigen künstlerischen Leitung des Cellisten Jan Vogler.

Logo des Moritzburg Festivals

## Geschichte
Seit seiner Gründung 1993 hat sich das Moritzburg Festival international als eines der bedeutendsten Festivals für Kammermusik etabliert. Es vereint jedes Jahr namhafte Solisten aus aller Welt, die zwei Wochen lang in Moritzburg zusammenkommen, um vor Ort ein vielfältiges Programm aus Kammermusik zu proben und bei den abendlichen Konzerten auf Schloss Moritzburg sowie in der Evangelischen Kirche Moritzburg aufzuführen. Zum festen Stamm der Festivalmusiker zählen neben Kai und Jan Vogler auch Mira Wang und Ulrich Eichenauer. Darüber hinaus waren unter anderem Künstler wie die Pianistin Hélène Grimaud, der Hornist Felix Klieser, der Geiger Renaud Capucon, Bratschist Nils Mönekmeyer oder die Cellistin Sol Gabetta beim Festival zu Gast.
Als Composer-in-Residence wirkten unter anderem Thomas Adès, Sofia Gubaidulina, John Harbison, Sven Helbig und Wolfgang Rihm beim Moritzburg Festival. Der US-amerikanische Komponist Benjamin Scheer schrieb im Jahr 2024 die Auftragskomposition "Nachts im Monströsensaal", ein Streichoktett, das zum Abschlusskonzert uraufgeführt wurde und für das Schloss und Park Moritzburg als Inspiration dienten.
Durch das Ambiente des barocken Jagdschlosses und die architektonisch reizvolle Moritzburger Kirche haben die Konzerte des Festivals einen einzigartigen Charakter entwickelt, der sich durch intensive Probenarbeit und den Enthusiasmus der beteiligten Künstler aus aller Welt auszeichnet. Weitere Spielstätten sind die Kirche Steinbach, das Käthe-Kollwitz-Haus in Moritzburg, das Weingut Schloss Proschwitz, die Dresdner Frauenkirche, die Gläserne Manufaktur von Volkswagen sowie der Kulturpalast Dresden.
Mit der Gründung der Moritzburg Festival Akademie unter der Direktion von Mira Wang hat sich das Festival seit 2006 zudem der kontinuierlichen Nachwuchsarbeit verschrieben. In der Moritzburg Festival Akademie werden in einem internationalen Ausschreibungsverfahren jedes Jahr 40–50 junge, hochbegabte Nachwuchsmusiker ausgewählt, die parallel zum Festivalbetrieb ein intensives Programm aus Kammer- und Orchestermusik einstudieren. Zusammen bilden sie das Moritzburg Festival Orchester, das unter der Leitung seines Chefdirigenten Josep Caballé Domenech im Rahmen des Festivals sowie auf einer kurzen Tour auftritt. Im Jahr 2023 hat das Moritzburg Festival Orchester anlässlich des 30. Jubiläums des Festivals zusammen mit Jan Vogler erstmals eine CD aufgenommen, welche die Ersteinspielung des Cellokonzerts von Enric Casals mit dem Cellokonzert von Eduard Lalo kombiniert und bei SONY Classical erschien.
Seit der Pandemie im Jahr 2020 findet das Festival unter freiem Himmel auf der Nordterrasse von Schloss Moritzburg statt, die jetzt als Hauptspielort dient. Bei schlechter Witterung werden die Konzerte in die Kirche Moritzburg verlegt.

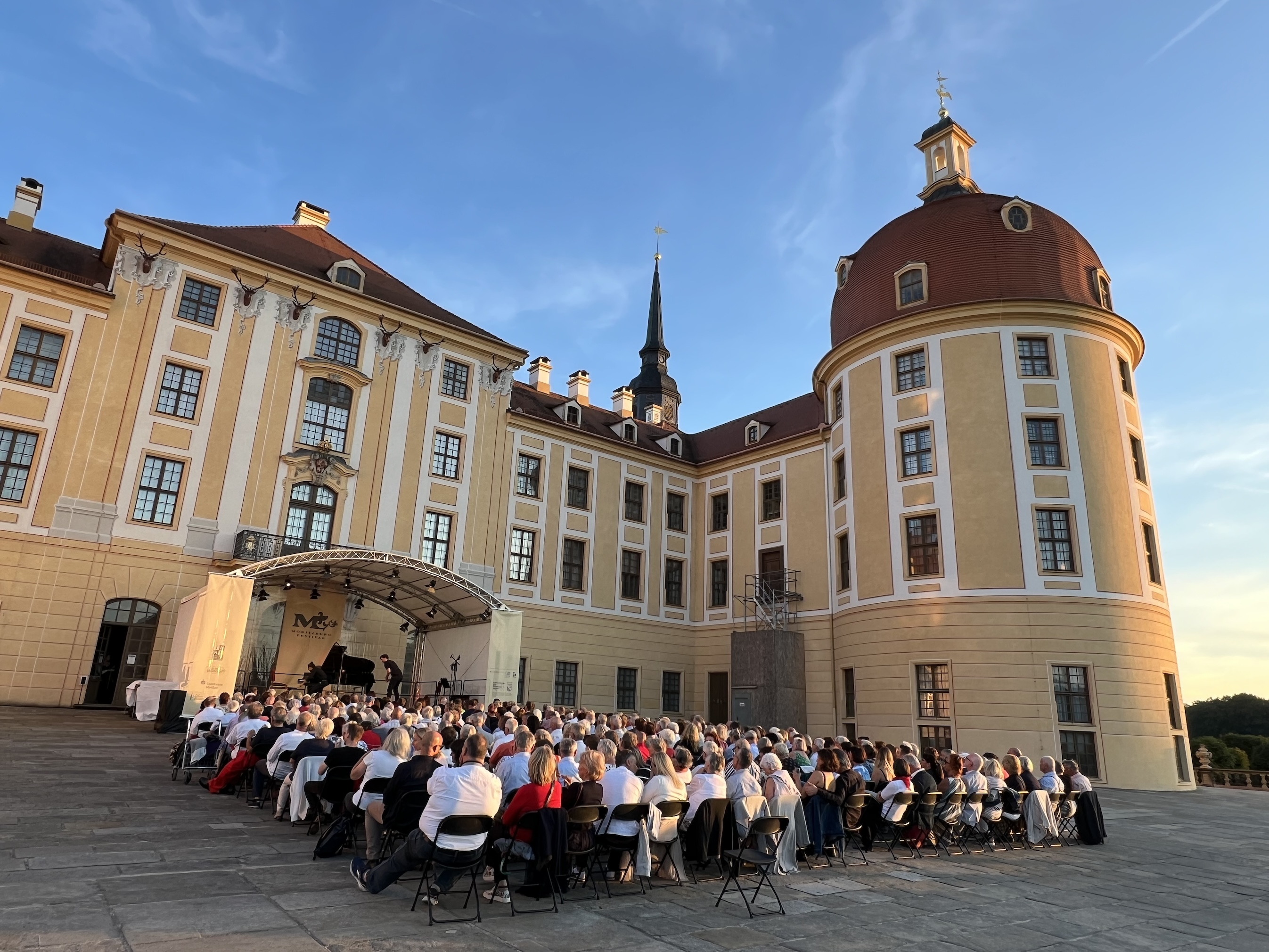